# Vladica Popović
Vladica Popović (Zemun, 17. ožujka 1935. – Beograd, 10. kolovoza 2020.) bivši je srbijanski nogometaš i trener. Igrao je za Jugoslaviju. Igrao je na sredini terena.

## Igračka karijera
Igrao je u beogradskoj Crvenoj zvezdi te poslije u SR Njemačkoj i Španjolskoj.

## Trenerska karijera
Trenirao je klubove u Venezueli, Kolumbiji, Srbiji, Kosovu i Peruu.